# USS Minneapolis (CA-36)
USS Minneapolis (CA-36) là một tàu tuần dương hạng nặng của Hải quân Hoa Kỳ thuộc lớp New Orleans, là chiếc tàu chiến thứ hai được đặt tên theo thành phố Minneapolis thuộc tiểu bang Minnesota. Minneapolis đã tham gia hầu hết các chiến dịch chủ yếu tại Mặt trận Thái Bình Dương trong Chiến tranh Thế giới thứ hai, bị hư hại trong trận Tassafaronga, nhưng đã sống sót qua cuộc chiến và được tặng thưởng 17 Ngôi sao Chiến đấu. Sau chiến tranh nó được cho ngừng hoạt động vào năm 1947 và tháo dỡ vào năm 1959.

## Thiết kế và chế tạo
Minneapolis được đặt lườn vào ngày 27 tháng 6 năm 1931 tại Xưởng hải quân Philadelphia. Nó được hạ thủy vào ngày 6 tháng 9 năm 1933, được đỡ đầu bởi Cô Grace L. Newton; và được đưa ra hoạt động vào ngày 19 tháng 5 năm 1934 dưới quyền chỉ huy của Thuyền trưởng, Đại tá Hải quân Gordon W. Haines.

## Lịch sử hoạt động

### Những năm giữa hai cuộc thế chiến
Sau chuyến đi chạy thử máy tại vùng biển châu Âu từ tháng 7 đến tháng 9 năm 1934 và thực hiện các sửa đổi tại Xưởng hải quân Philadelphia, chiếc tàu tuần dương mới khởi hành vào ngày 4 tháng 4 năm 1935 hướng đến kênh đào Panama rồi sang San Diego, đến nơi vào ngày 18 tháng 4 để gia nhập Hải đội Tuần dương 7 trực thuộc Lực lượng tuần tiễu. Nó tiếp tục hoạt động tại khu vực Bờ Tây, ngoại trừ một chuyến đi đến khu vực quần đảo Caribbe vào đầu năm 1939, cho đến khi được điều động sang Trân Châu Cảng vào năm 1940.

### Mở màn Chiến tranh Thế giới thứ hai
Khi Nhật Bản tấn công Trân Châu Cảng vào ngày 7 tháng 12 năm 1941, Minneapolis đang ở ngoài biển tiến hành thực tập tác xạ ở địa điểm cách Trân Châu Cảng 20 mi (32 km). Nó lập tức tiến hành tuần tra khu vực ngoại vi cho đến tháng 1 năm 1942, khi nó gia nhập một lực lượng đặc nhiệm tàu sân bay để tấn công các quần đảo Gilbert và Marshall. Trong khi hộ tống chiếc tàu sân bay Lexington vào ngày 1 tháng 2, nó đã giúp vào việc đánh trả một cuộc không kích trong đó ba máy bay ném bom tầm trung Mitsubishi G4M "Betty" bị bắn rơi. Nó tiếp tục hộ tống các tàu sân bay trong các đợt không kích thành công vào ngày 20 tháng 2 và một lần nữa vào ngày 10 tháng 3, khi họ tiêu diệt các tàu bè Nhật Bản tại Lae và Salamaua, phá vỡ con đường tiếp tế của đối phương cho các đơn vị trú đóng tại đây.

### Trận chiến biển Coral
Minneapolis tham gia trận chiến biển Coral từ ngày 4 đến ngày 8 tháng 5, hộ tống Lexington trong suốt cuộc đối đầu không lực vĩ đại, và đã góp phần của nó khi bắn rơi ba máy bay ném bom Nhật Bản. Nó đã vớt những người sống sót của chiếc Lexington khi nó bị mất, cái giá phải trả cho việc bảo toàn được tuyến đường lưu thông hàng hải huyết mạch đến Australia và New Zealand cùng ngăn chặn được sự bành trướng của Nhật Bản về phía Nam.

### Trận Midway
Chiếc tàu tuần dương cũng đã tham gia trận chiếnmang tính quyết định thứ hai vào giai đoạn mở đầu của cuộc chiến tranh Thái Bình Dương, trận Midway từ ngày 3 đến ngày 6 tháng 6, một lần nữa bảo vệ các tàu sân bay khi chúng tung ra các cuộc không kích nhắm vào không lực hải quân Nhật Bản, đánh chìm bốn tàu sân bay đối phương cùng tiêu diệt được 250 máy bay cùng với những phi công nhiều kinh nghiệm. Chiến thắng này không chỉ cốt yếu trong việc duy trì một vị trí chiến lược của Mỹ tại khu vực trung tâm Thái Bình Dương, nhưng còn mang ý nghĩa khởi đầu của việc kết thúc sự thống trị về sức mạnh không lực hải quân, thành phần quyết định trong chiến tranh hải quân hiện đại.

### Trận Tassafaronga

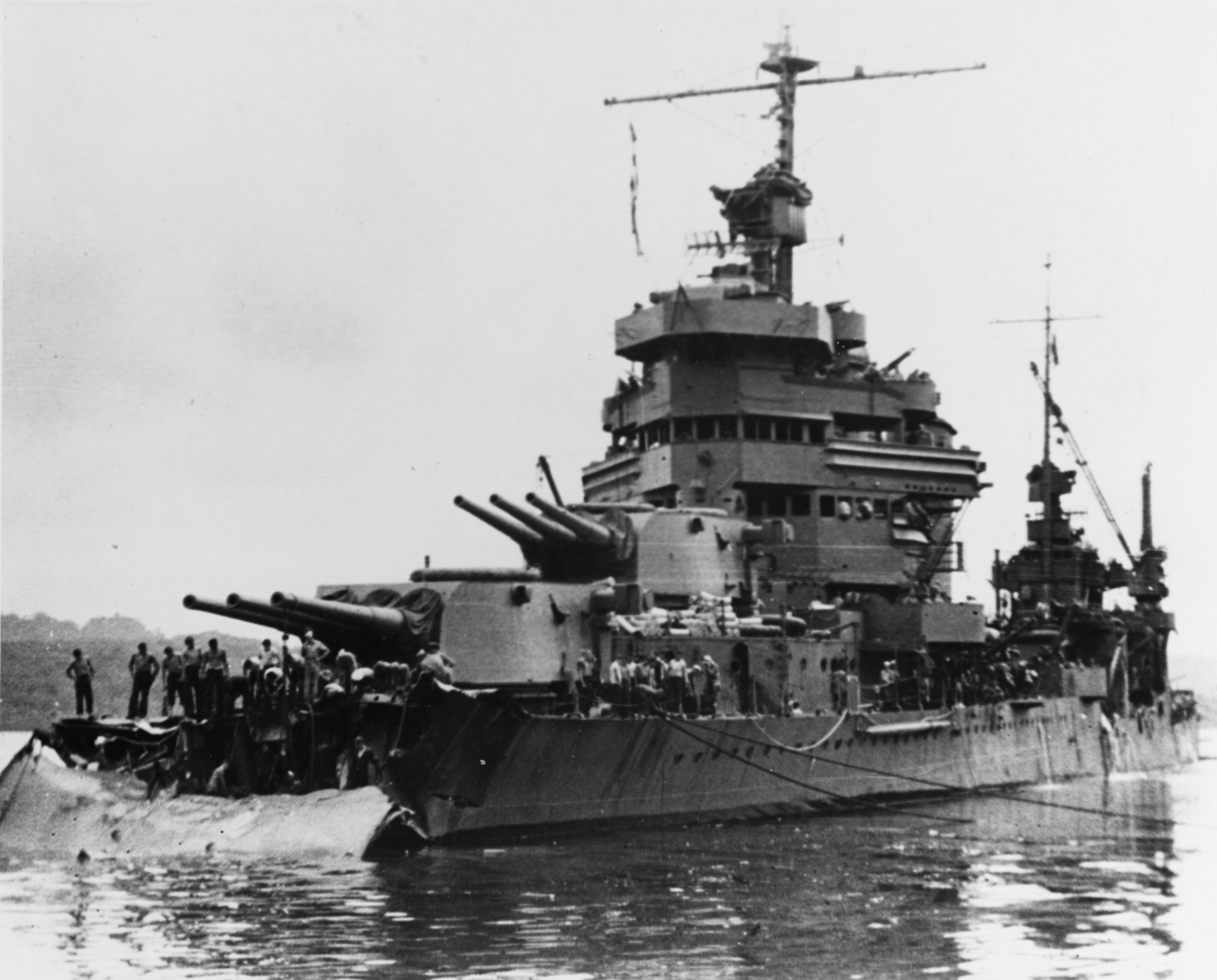
Minneapolis vào tháng 12 năm 1942, cho thấy những hư hại bởi trận Tassafaronga

Sau khi được tiếp tế và sửa chữa tại Trân Châu Cảng, Minneapolis lên đường để bảo vệ các tàu sân bay khi chúng hỗ trợ cho các cuộc đổ bộ lên Guadalcanal và Tulagi vào ngày 7–9 tháng 8. Ở lại cùng với các tàu sân bay, nó đã tiến đến trợ giúp chiếc Saratoga vào ngày 30 tháng 8, khi chiếc tàu sân bay bị trúng ngư lôi, và đã kéo nó ra khỏi vùng nguy hiểm. Trong suốt tháng 9 và tháng 10, nó hỗ trợ cho các cuộc đổ bộ lên phía Tây Lunga Point và tại Funafuti.
Hoạt động như là soái hạm của Lực lượng Đặc nhiệm 67, nó lên đường vào ngày 29 tháng 11 để đánh chặn một lực lượng Nhật Bản mưu toan tăng cường cho lực lượng đồn trú tại Guadalcanal. Lúc 23 giờ 05 phút đêm hôm sau, nó phát hiện sáu tàu chiến Nhật Bản, và trận Tassafaronga nổ ra khi nó khai hỏa dàn pháo chính 203 mm (8 inch). Nó bắn trúng nhiều phát và đánh chìm tàu khu trục Takanami. Giờ đây một nhóm tàu chiến Nhật Bản thứ hai, vốn có nhiệm vụ hỗ trợ từ xa cho lực lượng vận chuyển, bước vào cuộc chiến đấu; và Minneapolis trúng phải hai quả ngư lôi, một quả bên mạn trái trước mũi và quả kia trúng vào phòng nồi hơi số hai. Con tàu bị hư hại nghiêm trọng: mất điện, mạn trái bị vỡ nặng nề, hai phòng nồi hơi bị hở ra mặt nước. Những hoạt động kiểm soát hư hỏng có hiệu quả cùng với sự thành thạo của thủy thủ đoàn đã giữ cho nó tiếp tục nổi, và đi vào được cảng Tulagi bằng chính động lực của mình. Tại đây, được ngụy trang bằng thân cây và lá dừa để bảo vệ khỏi các cuộc không kích thường xuyên của đối phương, nó được sửa chữa tạm thời bởi chính thủy thủ đoàn cùng với sự trợ giúp của một đơn vị Seabee trú đóng trên đảo, và nó đã có thể lên đường quay về Xưởng hải quân Mare Island để được sửa chữa triệt để. Về trận đánh này, sử gia hải quân người Mỹ Samuel Eliot Morison đã viết: "Một sự thật đau lòng rằng trận Tassafaronga là một thất bại nặng cho một lực lượng tàu tuần dương vượt trội đã được phòng bị trước một lực lượng tàu khu trục đối phương yếu kém hơn và phần nào bị bất ngờ."
Đến tháng 8 năm 1943, Minneapolis quay trở lại khu vực chiến trường để phục vụ tại tuyến đầu trong 20 tháng, và đã có mặt trong mọi chiến dịch quan trọng ngoại trừ Iwo Jima. Nhiệm vụ đầu tiên của nó là bắn phá đảo Wake vào ngày 5 tháng 10, rồi sau đó từ ngày 20 tháng 11 đến ngày 4 tháng 12, nó tham gia cuộc tấn công và chiếm đóng đảo Makin thuộc quần đảo Gilbert. Trong tháng 12, nó hộ tống một đội đặc nhiệm tàu sân bay tung các đợt không kích chuẩn bị lên Kwajalein và Majuro, phục vụ vào việc chiếm đóng quần đảo Marshall cho đến giữa tháng 2 năm 1944. Khi các tàu sân bay nhanh mở cuộc tấn công xuống các quần đảo Mariana và Caroline, Minneapolis tiếp tục bảo vệ chúng trong các đợt không kích xuống Palau, Truk, Satawan, Ponape cùng các căn cứ chủ lực Nhật Bản trong tháng 4. Các cuộc không kích sau này phối hợp với cuộc đổ bộ lên Hollandia (ngày nay là Jayapura) thuộc New Guinea.

### Trận chiến biển Philippine
Trong tháng 5, Minneapolis tiến hành chuẩn bị tại Majuro cho các cuộc tấn công tại Mariana. Nó tiến hành bắn pháo chuẩn bị xuống Saipan trong ngày 14 tháng 6; và khi nhận được tin tức về một lực lượng lớn hạm đội Nhật Bản đang tiến đến gần nhằm ngăn chặn cuộc đổ bộ của Đồng Minh, Minneapolis lại gia nhập Lực lượng Đặc nhiệm 58 để bảo vệ các tàu sân bay trong Trận chiến biển Philippine vào các ngày 19–20 tháng 6. Trong khi các phi công Hải quân Mỹ giành thêm một chiếc thắng lớn khác, Minneapolis lại hộ tống các tàu sân bay và cung cấp hỏa lực phòng không. Sau khi bị một quả bom ném suýt trúng, thủy thủ đoàn của nó một lần nữa khắc phục được những hư hại.

### Guam
Từ ngày 8 tháng 7 đến ngày 9 tháng 8, Minneapolis dùng các khẩu pháo hạng nặng của nó hỗ trợ cho lực lượng Thủy quân Lục chiến giành lại Guam từ tay đối phương. Bắn can thiệp sâu vào đất liền, quấy phá ban đêm và hỗ trợ hỏa lực theo yêu cầu, nó nhận được những lời khen ngợi của Tướng A. H. Turnage, chỉ huy Sư đoàn 3 Thủy quân lục chiến: "...một yếu tố quan trọng cho sự thành công của chiến dịch...một việc làm rất tốt." Từ ngày 6 tháng 9 đến ngày 14 tháng 10, nó thực hiện việc hỗ trợ cần thiết tương tự cho việc chiếm đóng Palaus, các hoạt động của nó vào giai đoạn kết thúc của thời kỳ chuẩn bị trực tiếp cho cuộc đổ bộ lên Leyte. Trong thành phần lực lượng bắn pháo chuẩn bị cho cuộc đổ bộ, nó tiến vào vịnh Leyte vào ngày 17 tháng 10, và nó đã bắn rơi năm máy bay đối phương trong những đợt kháng cự đầu tiên trong cuộc tấn công này.

### Trận chiến eo biển Surigao
Khi Nhật Bản tung ra ba gọng kìm tấn công vào lực lượng Đồng Minh đang đổ bộ tại Leyte, phát triển thành trận chiến vịnh Leyte, Minneapolis vào ngày 24 tháng 10 được phân về lực lượng bắn pháo của Chuẩn Đô đốc Jesse B. Oldendorf cùng với các tàu tuần dương khác và các thiết giáp hạm cũ. Cùng với hạm đội, nó được bố trí cắt ngang lối ra của eo biển Surigao trong đêm đó, sẵn sàng chờ đợi tín hiệu báo động sự xuất hiện của đối phương từ các PT-boat và tàu khu trục phục kích ở phía trước. Khi các tàu chiến Nhật Bản tiến lên theo hàng dọc, chúng bỏ qua các cuộc tấn công hai bên sườn của những tàu chiến nhỏ, đâm thẳng vào hàng chiến đấu của Đô đốc Oldendorf, vốn đã nổ súng với một hỏa lực áp ảo, đánh chìm ngay lập tức một thiết giáp hạm đối phương. Ba tàu khu trục cũng bị đánh chìm, và một tàu tuần dương hạng nặng bị hư hại nặng nề và bị máy bay kết liễu sáng hôm sau. Trong trận chiến eo biển Surigao này, Đô đốc Oldendorf lần cuối cùng trong lịch sử đã thực hiện thành công sự cơ động cổ điển "cắt ngang chữ T" để đánh bại hạm đội đối phương.
Tiếp tục luôn phiên trong các vai trò hộ tống các tàu sân bay và bắn phá bờ biển tại Philippines, Minneapolis đã có mặt trong cuộc tấn công và đổ bộ lên vịnh Lingayen, Luzon từ ngày 4 đến ngày 18 tháng 1 năm 1945 và cuộc đổ bộ lên Bataan và Corregidor từ ngày 13 đến ngày 18 tháng 2. Trong tháng 3, nó chuẩn bị cho cuộc tấn công tiếp theo lên Okinawa, và đến nơi vào ngày 25 tháng 3 tiến hành các cuộc bắn pháo chuẩn bị. Nó mở đầu bằng việc bắn phá Kerama Retto, chiếm lĩnh những vị trí đảm bảo an toàn cho cuộc đổ bộ lên Okinawa được suôn sẻ. Khi cuộc tấn công chính bắt đầu vào ngày 1 tháng 4, Minneapolis nả pháo xuống sân bay Nhật Bản tại Naha, biến nó trở nên vô dụng cho đối phương, rồi bắt đầu bắn pháo theo yêu cầu khi lực lượng trên bờ xác định các mục tiêu qua vô tuyến.
Sau nhiều tháng hoạt động tích cực như thế, các nòng pháo chính của Minneapolis bị hao mòn đến mức cần phải được thay thế, nên nó chuẩn bị để rời khỏi mặt trận vào ngày 12 tháng 4. Việc khởi hành của nó bị chậm trễ trong ngày hôm đó do xảy ra một cuộc không kích lớn nhất của đối phương kể từ khi bắt đầu Chiến dịch Okinawa, trong đó nó đã bắn rơi bốn chiếc có thể là máy bay tấn công cảm tử kamikaze và quan sát ba chiếc khác rơi một cách vô hại xuống biển. Khi đêm xuống, nó lên đường hướng về Bremerton, Washington, nơi nó được sửa chữa và xẻ rãnh lại các nòng pháo chính. Quay trở lại khu vực chiến trường, nó đang ở lại vịnh Subic thuộc Philippine khi nhận được tin ngừng bắn kết thúc cuộc chiến tranh.
Nó mang cờ hiệu của Đô đốc Thomas C. Kinkaid khi ông tiếp nhận sự đầu hàng của lực lượng Nhật Bản tại Triều Tiên trong ngày 9 tháng 9, rồi tiến hành tuần tra trong khu vực Hoàng Hải, và hỗ trợ cho việc đổ bộ lực lượng Thủy quân Lục chiến lên Taku và Tần Hoàng Đảo ở Trung Quốc. Sau khi đưa các cựu chiến binh hồi hương về đến khu vực bờ Tây Hoa Kỳ, nó lên đường vào ngày 14 tháng 1 năm 1946 hướng đến kênh đào Panama và sau đó là Philadelphia. Tại đây nó được đưa về lực lượng dự bị vào ngày 21 tháng 5, và được cho ngừng hoạt động vào ngày 10 tháng 2 năm 1947. Nó được bán cho hãng Union Metals and Alloys Corp vào ngày 14 tháng 8 năm 1959 để tháo dỡ.

## Phần thưởng
Minneapolis được tặng thưởng 17 Ngôi sao Chiến trận do thành tích phục vụ trong Thế Chiến II.
|  |                                                       | Bronze star               |
|  | Silver star · Silver star · Silver star · Bronze star |                           |
|  |                                                       | Bronze star · Bronze star |

| Dãi băng Hoạt động Tác chiến            | Huân chương Phục vụ Trung Hoa                                            | Huân chương Phục vụ Phòng vệ Hoa Kỳ với 1 Ngôi sao Chiến trận            |
| Huân chương Chiến dịch Hoa Kỳ           | Huân chương Chiến dịch Châu Á-Thái Bình Dương với 16 Ngôi sao Chiến trận | Huân chương Chiến thắng Thế Chiến II                                     |
| Huân chương Phục vụ Chiếm đóng Hải quân | Đơn vị Tuyên dương Tổng thống Philippine                                 | Huân chương Giải phóng Philippine (Philippine) với 2 Ngôi sao Chiến trận |